# Dorcadion (подрод)
Dorcadion (лат.) — подрод жесткокрылых рода Dorcadion.

## Описание
Основные сегменты усиков матовые, в более или менее заметным нижнем покрове. Передняя часть краевой полосы надкрылий обычно с резкими точками.

## Систематика
В составе подрода
- Dorcadion abakumovi Thomson, 1864
- Dorcadion alakoliense Danilevsky, 1988
- Dorcadion cephalotes Jakovlev, 1890
- Dorcadion crassipes Ballion, 1878
- Dorcadion ganglbaueri Jakovlev, 1897
- Dorcadion gebleri Kraatz, 1873
- Dorcadion glycyrrhizae (Pallas, 1773)
- Dorcadion leopardinum Plavilstshikov, 1937
- Dorcadion tenuelineatum Jakovlev, 1895